# Njivice (Słowenia)
Njivice – wieś w Słowenii, w gminie Radeče. W 2018 roku liczyła 107 mieszkańców.